# Tapetum lucidum

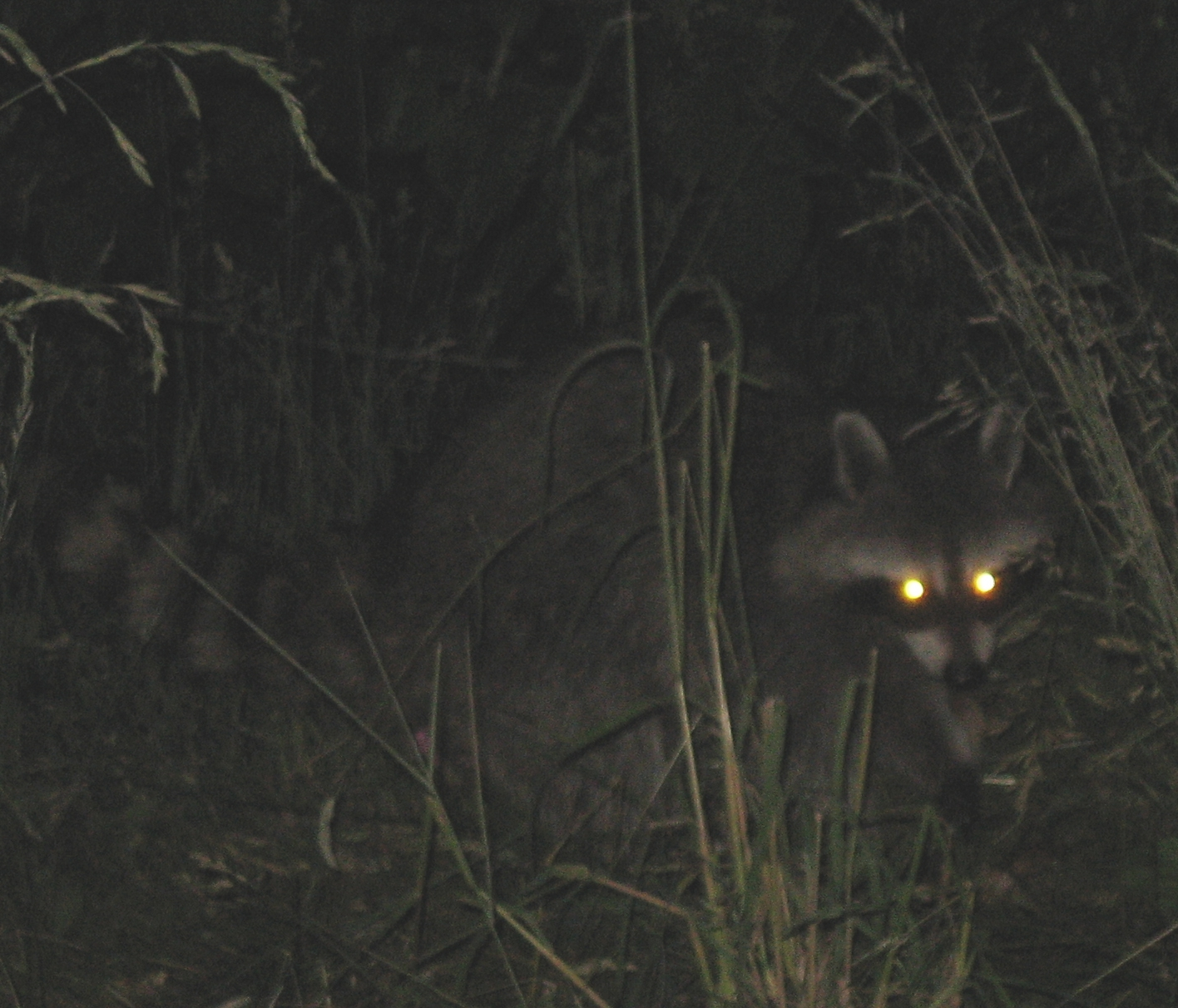
Tento mýval se na fotografii prozradil očima, které odrazily fotografický blesk

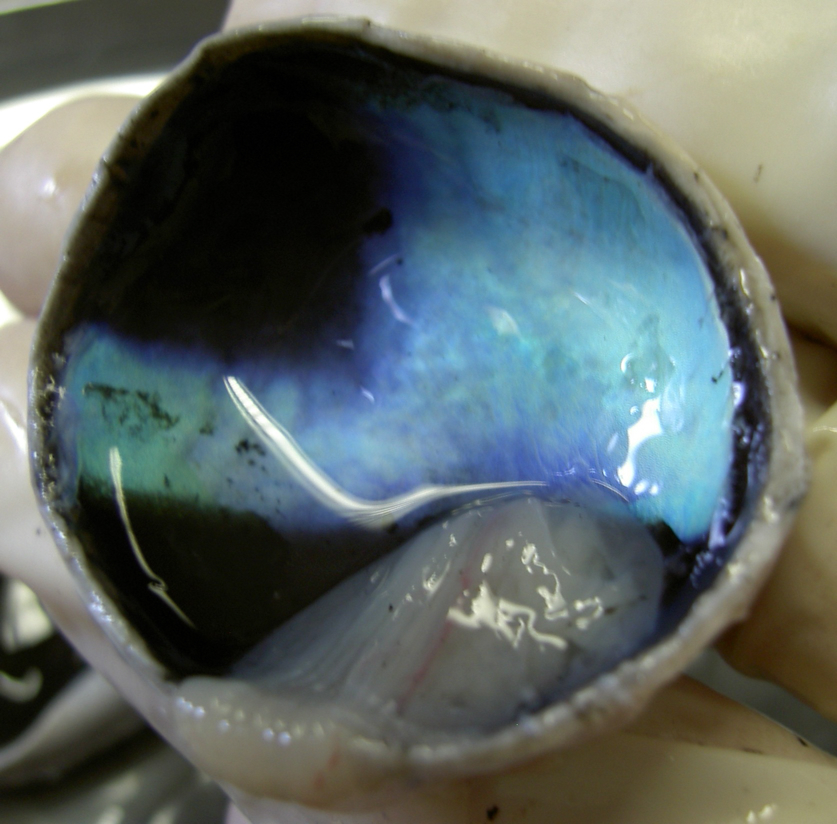
Kravské oko, modře tapetum lucidum

Tapetum lucidum je odrazivá vrstva mezi sítnicí a cévnatkou oka mnohých zvířat, jako jsou např. noční šelmy a poloopice, přežvýkavci i koně, žraloci, krokodýli a výjimečně i ptáci. Odrazivost je založena na fyzikálních vlastnostech pojivových vláken nebo např. guaninových krystalků. Umožňuje jim lepší vidění za šera a způsobuje v noci blýskavé „svícení očima“.
Tapetum lucidum je příkladem adaptace nervových buněk a tkáně na dobu sníženého osvětlení (šera), která byla vyvolána potravním chováním živočichů. Princip spočívá v odrazu světla od fotoodrazivé vrstvy a ten je vždy stejný, odlišnosti jsou ve výběru reflexního „materiálu“ a jeho struktury v závislosti na použití vlnových délek a žádaném množství odraženého světla.
Odrážející vrstva leží až za vizuálními fotoreceptory (tyčinky a čípky u savců) sítnice, které přenášejí vzruchy k vláknům zrakového nervu. Odrazem od odrazné plochy procházejí světelné podněty přes fotoreceptory vlastně dvakrát a zvyšují jejich vizuální stimulaci při tlumeném osvětlení. „Zdvojeným viděním“ je výsledný obraz pravděpodobně méně ostrý. Zvířata vybavená tímto zařízením pro lepší vidění za tmy mají navíc v sítnici více tyčinek (rozlišující černou a bílou) na úkor čípků (rozlišující barvy) a tudíž většinou barvy vidí hůře nebo je nevidí vůbec. Barva odraženého viditelného světla, barva „zářících“ očí, závisí na úhlu dopadu světla, na druhu reflexní vrstvy i na množství pigmentu v sítnici.
Úzkonosé opice včetně lidí a dalších hominoidů tapetum lucidum nemají, důsledkem je neuspokojivé vidění za tmy. Takzvané „červené oči“, červený odlesk očí při fotografování s bleskem je způsoben jeho odrazem od sítnice.
Tapetum lucidum způsobuje „zesílení“ dopadajícího světla; v prostorách, kde žádné světlo není, například v zatemnělé místnosti nebo v lese za bezměsíčné noci při zatažené obloze, nevidí ani zvíře takto vybavené o mnoho více než člověk.